# Emigración de Occidente
La Emigración a Occidente fue una retirada librada a cabo en 1814 el general de brigada Rafael Urdaneta después de la caída de la Segunda República de Venezuela antes las huestes llaneras de José Tomás Boves, logrando refugiarse en las Provincias Unidas de la Nueva Granada.

## Antecedentes
Después de su victoria en Brujitas, a finales de julio de 1814, el brigadier Rafael Urdaneta decidió retirarse de San Carlos hacia El Tocuyo, luego a la tranquila ciudad de Trujillo, descansar a sus soldados y esperar acontecimientos. Le quedaban solo 6.000 municiones. Sabiendo que deberían enfrentar el acoso de los jinetes llaneros del teniente coronel realista Remigio Ramos hasta El Tocuyo, a la división que estaba armando el brigadier José Ceballos en Barquisimeto y a multitudes de guerrillas monárquicas en toda la zona, decidió dejar a los no combatientes atrás. En esos momentos eran 600 soldados y más de 1.000 civiles, así que después de convocar a los padres de familia, el brigadier ordenó que los hombres marchasen y se dejaran a las mujeres y niños a la voluntad de Dios y la misericordia de sus enemigos. Los emigrados acusaron a Urdaneta de huir del país sin luchar, escapando de ladrones.

## Retirada
La columna, acosada sin parar por guerrilleros que mataban a todo soldado que se apartaba de sus compañeros, llegó a El Tocuyo, donde descanso unos días. Se temía que fueron atacados por Ceballos, pero afortunadamente aquel jefe realista decidió retirarse a Siquisique sin enfrentarlos. Otro hecho llamativo sucedió cuando la compañía del comandante José María Rodríguez, que había quedado en San Carlos e intento ayudar a Valencia pero fueron derrotados siguieron por Nirgua, San Felipe, Yaritagua y Barquisimeto, siempre acosados por las guerrillas, hasta unirse en El Tocuyo 46 sobrevivientes al mando del comandante José María Landaeta, pues Rodríguez murió pocos días antes en Quibor.
Cuando llegaron a Trujillo se les unieron 500 hombres que mandaba el teniente coronel Domingo Meza. El general Urdaneta decidió crear el escuadrón Soberbios Dragones de Caracas a cargo del comandante Bartolomé Chaves, y reorganizar los piquetes de diversas unidades en los batallones Barlovento, Valencia y La Guaira, dando el mando del primero a Andrés Linares y José Anzoátegui, del segundo a Miguel Martínez y Pedro León Torres, y del tercero a Domingo Meza y Juan Salías. Sus provisiones eran escasas, pero el brigadier siempre pagaba lo que tomaba en los pueblos para evitar el odio de sus habitantes, gastando las 15 onzas de plata que tenía, saqueadas de las iglesias, principalmente de Trujillo. Tenía unos 1.000 infantes, la mayoría veteranos, pero desconocía que había sucedido con el resto del ejército patriota. En un manifiesto publicado el 27 de julio en Trujillo para el Congreso de las Provincias Unidas informaba de la pérdida de Venezuela y que se ofrecía a defender Mérida y Trujillo, y que en caso de no poder retenerlas se retiraría a Cúcuta con todo lo que pudiera salvar para ponerse a sus órdenes.
Enterado de la retirada de Urdaneta hacia Mérida, los tenientes coroneles Ramos y La Calzada, después de ocupar de San Carlos, recibieron órdenes del mariscal Juan Manuel Cagigal y Mac Swing de perseguir al brigadier patriota. Los oficiales reunieron 2.000 hombres entre las guerrillas de la zona y fácilmente ocuparon la provincia de Trujillo, hasta que el 7 de septiembre le dieron alcance en Mucuchíes, donde hubo un reñido combate en que se perdieron 400 republicanos. Una vez llegados a Mérida, los realistas dejaron de perseguirlos.

## Consecuencias
Después de remontar el río Apure, el 1 de octubre Urdaneta entraba en los valles de Cúcuta con 800 infantes y un escuadrón de carabineros, posiblemente unos 1.000 sobrevivientes. Durante su retirada se les habían sumado en total hasta 2.000 soldados y hombres desarmados y 6.000 mujeres, niños y ancianos que quisieron seguirlos, pero Urdaneta debió dejarlos en los pueblos donde pasaba. Entre los sobrevivientes estaba el coronel Florentino Palacios, los tenientes coroneles Miguel Valdés, Bartolomé Chaves, Miguel Vázquez, Jacinto Lara, Francisco Picón, Francisco Conde y el capitán José Antonio Páez, este último se le sumó en Mérida. El 10 de octubre entraron en Cúcuta, donde permanecieron hasta recibir órdenes secretas de Simón Bolívar de viajar a Tunja, saliendo el 8 de noviembre. El día 14 llegó a Pamplona, donde se encontró con Bolívar, venido de Ocaña, y juntos fueron a Tunja, donde llegaron el 22 de noviembre.
Enterado por Urdaneta de la caída de la república venezolana, el Congreso de las Provincias Unidas decidió hacer reformas en el gobierno, centralizando los ministerios de Hacienda y Guerra el 23 de septiembre, y nombrando un nuevo poder ejecutivo, compuesto por Manuel Rodríguez Torices, Custodio García Rovira y José Manuel Restrepo (pero este último renunció y en su lugar se nombró al brigadier José Miguel Pei), pero como todos estaban ausentes se nombró de forma interina a los diputados José María del Castillo y Rada, Joaquín Camacho y José Fernández Madrid; el nuevo poder ejecutivo asumió el 5 de octubre.
Siguiendo los consejos que Urdaneta les envió desde Trujillo, los neogranadinos enviaron 200 hombres del batallón Valencia encabezados por el sargento mayor Pedro León Torres y luego muchos jefes, oficiales y soldados de caballería al mando del teniente coronel Miguel Valdés, quienes sirvieron de base para el Ejército de Oriente; entre esos hombres estaba Páez.